# Quilca
Quilca es una localidad portuaria peruana, capital del distrito homónimo ubicado en la provincia de Camaná en el departamento de Arequipa.
Se encuentra en la parte sur de la costa arequipeña, sobre el océano Pacífico. El puerto de Quilca y el de La Planchada fueron los mayores de la provincia en épocas pasadas, cuando eran punto de embarque de ganado y de productos agropecuarios procedentes del interior del departamento.

## Geología
Al oeste de este puerto, se sitúan los restos de un estratovolcán.
En la playa La Miel, cerca de  los derrubios dejados por la construcción de la carretera Quilca-Camaná, se ha reportado la presencia de buenos cristales foliados de moscovita (mica blanca) asociada a pegmatitas. También se encuentran cantidades significativas de gneis en forma de cantos rodados cerca a la orilla de la playa.